# Slaget om Hürtgenskoven
Slaget om Hürtgenskoven var en række kampe mellem amerikanske og tyske styrker under 2. verdenskrig i Hürtgenskoven, som ligger på grænsen mellem Belgien og Tyskland.
Slaget er det længste afgrænsede slag den amerikanske hær nogensinde har udkæmpet og det længste slag som blev udkæmpet på tysk jord under 2. verdenskrig. Kampene foregik mellem 19. september 1944 og 12. februar 1945, på et område på kun 129 km².

## Formålet
Det amerikanske formål med at erobre skoven var at holde tyske styrker nede og forhindre dem i at sende forstærkninger til fronten længere mod nord mellem byen Aachen og floden Roer. Det overordnede mål var at erobre Hovedmålet byen Schmidt, derpå den tyske by Monschau, og så rykke frem til Roer. Tyskernes opgave var at holde amerikanerne tilbage og forhindre dem i at erobre skoven.

## Kampene
Tyskerne havde gravet sig ned i stillinger i skoven, og de amerikanske styrker led store tab pga. det meget vanskelige terræn at føre krig i. Træerne stod ofte så tæt som en meter fra hindanden, og der var tyk tåge i skoven. På de første 3 km mistede amerikanerne hele 4.500 mand. Den ene infanteridivision efter den anden prøvede at erobre skoven, men blev nedkæmpet og måtte udskiftes en efter en. Der var kun smalle skovveje gennem skoven, og disse var minerede og dækket af tyske styrker, hvilket gjorde næsten umuligt at trænge ind i skoven med køretøjer. Pga. skovens tæthed var det også meget svært at bruge flystøtte.
Efter næsten 5 måneder med ekstremt blodige kampe lykkedes det til sidst amerikanerne at erobre skoven. Mange soldater som deltog både i dette slag og invasionen ved Omaha Beach, mente at disse kampe var langt blodigere og værre end de sidstnævnte.

## Amerikanske divisioner
- 1st Infantry Division
- 3rd Armored Division
- 4th Infantry Division
- 8th Infantry Division
- 9th Infantry Division
- 28th Infantry Division
- 78th Infantry Division
- 83rd Infantry Division
- 104th Infantry Division
- 5th Armored Division
- 7th Armored Division
- 82nd Airborne Division
- 366th Fighter Group

## Tyske divisioner
- 3rd Fallschirmjäger Division
- 3rd Panzer Grenadier Division
- 12th Volksgrenadier Division
- 47th Volksgrenadier Division
- 85th Infantry Division
- 89th Infantry Division
- 116th Panzer Division
- 246th Volksgrenadier Division
- 272nd Volksgrenadier Division
- 275th Infantry Division
- 326th Volksgrenadier Division
- 344th Infantry Division
- 347th Infantry Division
- 353rd Infantry Division

50°42′N 6°21′Ø / 50.700°N 6.350°Ø